# Het Vierdaagselied
Het Vierdaagselied (ook aangeduid als de Vierdaagsemars), gecomponeerd in 1932 door de Nijmeegse musicus H.A. van Mechelen met tekst van J.P.J.H. Clinge Doorenbos, is het de facto officiële (volks)lied van de Nijmeegse Vierdaagse. 